# پابلو فورنالس
پابلو فورنالس مایا (اسپانیایی: Pablo Fornals Malla‎؛ زادهٔ ۲۲ فوریهٔ ۱۹۹۶) بازیکن فوتبال اهل اسپانیا است که در پست هافبک هجومی برای رئال بتیس بازی می‌کند.
وی همچنین در تیم ملی فوتبال اسپانیا بازی کرده‌است.
فوتبال حرفه‌ای‌ او از آکادمی جوانان ویارئال آغاز شد و پس از 5 سال به سی دی کاستیون پیوست. در سال ۲۰۱۲، زمانی که ۱۶ سال داشت به مالاگا پیوست. در آنجا بود که فعالیت حرفه‌ای او به طور رسمی آغاز شد. او در آن سال بیش از ۴۰ بازی انجام داد و ۱۲ گل به ثمر رساند. او در طول رقابت‌های پیش فصل ۲۰۱۵ به تیم اصلی مالاگا پیوست و اولین بازی رسمی او در لالیگا در ۲۶ سپتامبر ۲۰۱۵ مقابل رئال مادرید انجام شد. او با عملکرد خیره‌کننده‌اش تنها در چند بازی موفق شد به محبوبیت بالایی میان هواداران دست پیدا کند. پس از دو فصل، او با پرداخت بند آزادسازی ۱۲ میلیون یورویی به ویارئال پیوست. طی دو فصل او بیش از ۷۰ بازی رسمی برای این باشگاه انجام داد. در ۱۴ ژوئن ۲۰۱۹ او با قراردادی ۵ ساله با مبلغ ۲۴ میلیون پوند به وستهام یونایتد رفت و تبدیل به دومین خرید گران قیمت این باشگاه انگلیسی شد.